# Mu Arae c
Mu Arae c (μ Arae c), o Dulcinea, è un pianeta extrasolare che fa parte di un sistema planetario di 4 pianeti (Mu Arae b, c, d, e) orbitante attorno alla stella Mu Arae (μ Arae). Il pianeta si trova a 49,8 anni luce dalla Terra, nella costellazione dell'Altare.
Come gli altri pianeti scoperti in questo sistema solare, prende nome da uno dei personaggi del Don Chisciotte di Cervantes, in questo caso Dulcinea del Toboso.

## Scoperta
Annunciata il 25 agosto 2004, la scoperta fu il risultato dell'analisi dei dati di 8 notti di osservazioni condotte, nel giugno dello stesso anno, tramite lo strumento HARPS del telescopio da 3,6 m dell'European Southern Observatory (ESO) di La Silla, in Cile.
Nessuno dei pianeti del sistema di μ Arae è direttamente osservabile dalla Terra; sono stati individuati tramite metodi di rilevazione indiretta; in questo caso, tramite la tecnica dell'analisi della velocità radiale.

## Caratteristiche fisiche
All'epoca della scoperta, con una massa pari ad almeno 14 volte quella terrestre, μ Arae c era il pianeta di massa minore orbitante attorno ad una stella della sequenza principale. Successive misurazioni hanno ridotto la stima di questo valore a 10,5 masse terrestri. La sua orbita è molto vicina alla stella e il pianeta ha un periodo di rivoluzione di circa 9,6 giorni.
In accordo col modello corrente di formazione planetaria, gli scienziati dell'ESO al tempo della scoperta ritenevano più probabile che si trattasse di un pianeta roccioso del tipo super Terra piuttosto che di un piccolo gigante gassoso simile a Urano o Nettuno. Il valore di 14 masse terrestri costituisce, infatti, il limite teorico massimo per il primo tipo di pianeti menzionato e la maggior metallicità della sua stella rispetto al Sole rende certamente possibile la formazione di un pianeta roccioso di queste dimensioni. Tuttavia, diversi modelli sulla formazione del sistema elaborati successivamente hanno convenuto che il pianeta possa aver attratto grandi quantità di sostanze volatili prima che la sua stella causasse l'evaporazione dei ghiacci e per questo motivo ora avrebbe un nucleo di 6 masse terrestri. In quel caso il suo nucleo si trova probabilmente avvolto da grandi quantità di ghiaccio caldo e gas e il pianeta assomiglierebbe più a nettuniano caldo che a un pianeta roccioso.
C'è disaccordo tra la comunità scientifica sul fatto che sia stato sempre un Nettuno caldo in termini di massa, o se si sia sviluppato da un gigante gassoso, perdendo gran parte della sua massa nel processo. Nel caso si tratti di un gigante gassoso "eroso", la sua stella avrebbe trasformato Dulcinea nel corso del tempo, a partire da un grande protopianeta che avrebbe avuto da 20 volte la massa terrestre alla metà della massa di Giove. Se l'ultima ipotesi fosse corretta, il suo raggio attuale sarebbe circa 0,6 volte quello di Giove.
La temperatura superficiale dovrebbe essere molto elevata a causa della vicinanza alla stella: il valore stimato è di circa 900 K. Inoltre, la superficie potrebbe essere caratterizzata da attività vulcanica e le probabilità che possa ospitare forme di vita conosciute appaiono pressoché nulle.